# Berberis mucuchiesensis
Berberis mucuchiesensis är en berberisväxtart som beskrevs av L. A. Camargo. Berberis mucuchiesensis ingår i släktet berberisar, och familjen berberisväxter. Inga underarter finns listade i Catalogue of Life.